# Nicon misakiensis
Nicon misakiensis är en ringmaskart som beskrevs av Imajima och Hayashi 1969. Nicon misakiensis ingår i släktet Nicon och familjen Nereididae. Inga underarter finns listade i Catalogue of Life.